# Edifici medieval de Caldes de Malavella
L'edifici medieval de Caldes de Malavella és una obra del municipi de Caldes de Malavella (Selva) inclosa en l'Inventari del Patrimoni Arquitectònic de Catalunya.

## Descripció
L'obra inventariada és una part d'un d'edifici d'origen medieval gòtic situat al nucli urbà.
Té la coberta a un sol vessant tot i que, probablement en el seu origen, era a doble vessant.

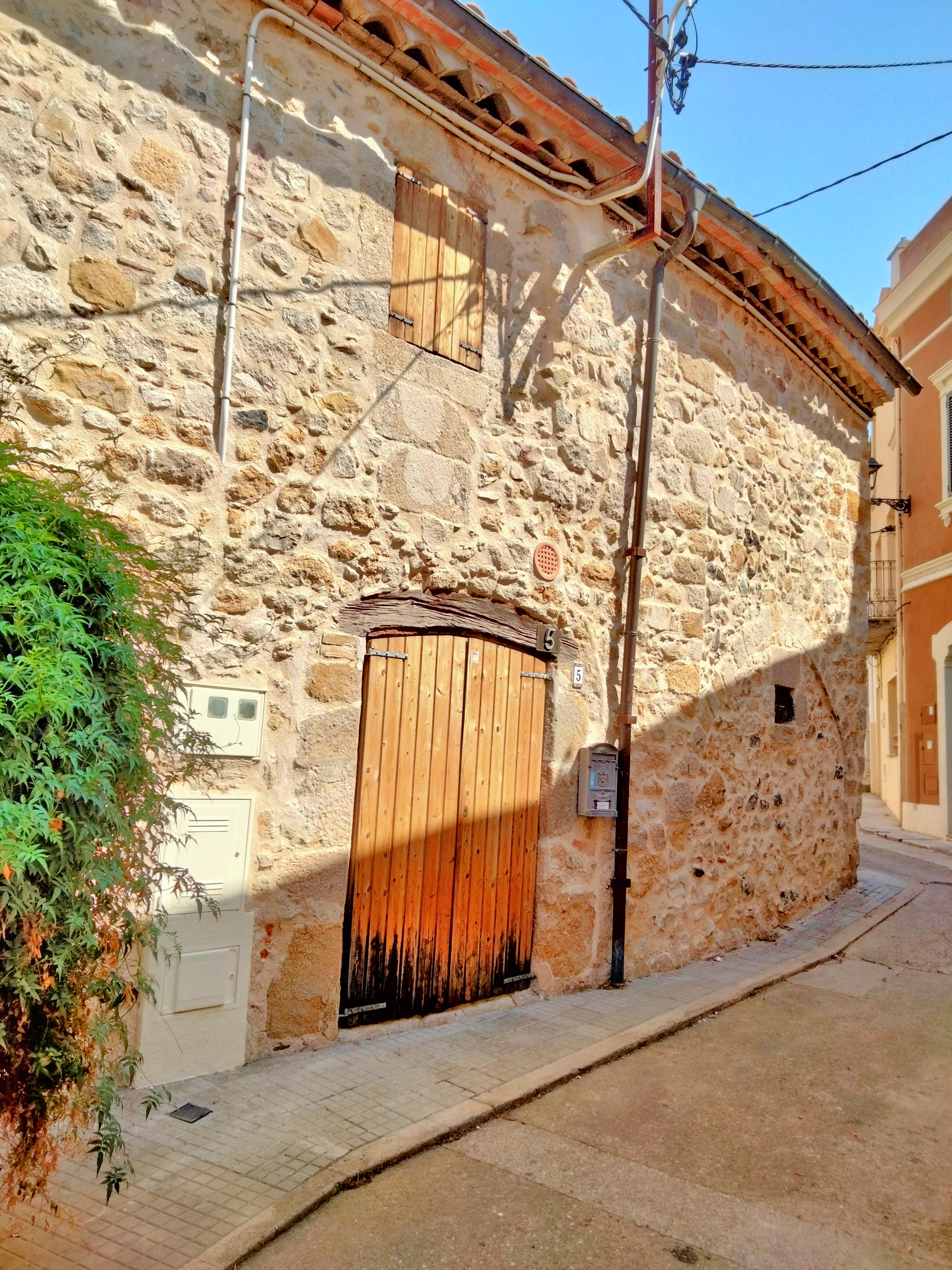
Façana del carrer dels Polls

A la façana que dona al carrer de la Plaça dels Polls, que té una forma lleugerament convexa, es veuen els senyals del que havia estat un emporxat en arcs gòtics, rebaixats i adovellats, que actualment estan tapats. A sobre hi ha una finestra medieval amb llinda de pedra. A l'altra façana, la que dona al carrer dels Polls, sobre la porta hi ha una altra finestra de pedra i, en un costat, hi sobresurt un pou de planta semicircular cobert amb teula àrab.